# Віктор Шерцінгер
Віктор Шерцінгер (англ. Victor Schertzinger; 8 квітня 1888, Махану-Сіті, Пенсільванія, США — 26 жовтня 1941, Голлівуд, Каліфорнія, США) — американський композитор, кінорежисер, кінопродюсер та сценарист. В 1935 році був номінований на премію «Оскар» за найкращу режисерську роботу до фільмів «Одна ніч кохання».

## Біографія
Віктор Шерцінгер народився в Махану-Сіті, Пенсільванія, у сім'ї музикантів голландського походження. З чотирьох років Віктор почав грати на скрипці, а у віці восьми років він почав виступати з кількома оркестрами, включаючи оркестр Віктора Герберта та Джона Філіпа Суза. В підлітковому віці він відвідував Браунську підготовчу школу в Філадельфії, а також гастролював по Америці та Європі.
Шерцінгер вивчав музику в Брюссельському університеті. Його перший вклад в кіноіндустрію відбувся в 1916 році, коли Томас Інс доручив йому скласти оркестрове супроводження для його фільму «Цивілізація». Залишивши роботу з Інсом, Шерцінгер став головним режисером популярних фільмів Чарльза Рея.
Після введення звуку в кінематограф, Шерцінгер почав створювати пісні для них. Хоча він був тісно пов'язаний з Paramount Pictures, він фактично провів тридцяті роки як фрилансер. Деякі його найкращі фільми, такі як «Одна ніч кохання» (1934) та «Мікадо» (1939), використовували його широкі знання про світ музики.
Шерцінгер одружився з Джулією Е. Ніклін, з якою він пробув у шлюбі аж до своєї смерті. На початку 1920-х років в них народилися дві дочки: Патрісія та Паула.
Шерцінгер несподівано помер від серцевого нападу в Голлівуді у віці 53 років, тільки що закінчивши роботу над фільмом «На флоті» (1942). Він створив 89 фільмів та написав музику для більш ніж 50 фільмів. Віктор Шерцінгер похований на кладовищі Форест-Лоун у місті Глендейл.

## Фільмографія
| Рік  |   | Українська назва      | Оригінальна назва         | Роль    |
| ---- | - | --------------------- | ------------------------- | ------- |
| 1919 | ф | Джинкс                | Jinx                      | режисер |
| 1920 | ф | Що сталося з Розою    | What Happened to Rosa     | режисер |
| 1921 | ф | Зроблено на небесах   | Made in Heaven            | режисер |
| 1921 | ф | Концерт               | The Concert               | режисер |
| 1922 | ф | Вверх ногами          | Head Over Heels           | режисер |
| 1922 | ф | Дочка бутлегера       | The Bootlegger's Daughter | режисер |
| 1923 | ф | Хай живе Король       | Long Live the King        | режисер |
| 1924 | ф | Фландрійський хлопчик | A Boy of Flanders         | режисер |
| 1934 | ф | Одна ніч кохання      | One Night of Love         | режисер |